# Conseil administratif de la défense économique
Pour les articles homonymes, voir CADE.
 (mai 2023).
Si vous disposez d'ouvrages ou d'articles de référence ou si vous connaissez des sites web de qualité traitant du thème abordé ici, merci de compléter l'article en donnant les références utiles à sa vérifiabilité et en les liant à la section « Notes et références ».
Le Conseil administratif de défense économique (CADE) (Conselho Administratif de Defesa Econômica) est une institution fédérale brésilienne, liée au ministère de Justice, donc l'objectif est de guider, contrôler, prévenir et rechercher les abus du pouvoir économique, en utilisant les textes de lois et la répression. Ses organes principaux sont le Tribunal Administratif, la Superintendance Générale et le Département d'Études Économiques. Le CADE, au côté de la SEAE, constitue le Système brésilien de défense de la concurrence (SBDC).
Le Tribunal du CADE (TADE) possède une compétence de justice en matière de concurrence et de pouvoir saisir la Superintendance Générale. 
Ses fonctions sont similaires aux institutions équivalentes dans autres pays comme la Commission Fédérale de Commerce (FTC) aux États-Unis, l'Office of Fair Trading (OFT) au Royaume-Uni, l'Autorità garante della concorrenza e del mercato en Italie et la commission australienne de la Concurrence et du Consommateur (ACCC) en Australie. La Direction générale de concurrence de la Commission européenne est responsable de la défense de la concurrence de la Communauté.
Au niveau international et en sa qualité d'autorité de concurrence nationale brésilienne, le CADE participe volontairement a l'International Competition Network (ICN). 